# Barbara Romanowicz
Barbara A. Romanowicz-Jonikas (ur. 5 kwietnia 1950 w Suresnes we Francji) – francusko-amerykańska uczona polskiego pochodzenia, profesor geofizyki specjalizująca się w sejsmologii, dyrektor Berkeley Seismological Laboratory Uniwersytetu Kalifornijskiego w Berkeley. W latach 2002–2006 była przewodniczącą (Chair) Wydziału Nauk o Ziemi i Planetach (Department of Earth and Planetary Sciences) tej uczelni. Profesor Uniwersytetu Kalifornijskiego, Collège de France i Institut de physique du globe de Paris. Od 2005 roku członkini National Academy of Sciences (USA), od 2013 roku członkini Francuskiej Akademii Nauk, od 2018 roku zagraniczna członkini Polskiej Akademii Nauk.

## Życiorys
Barbara Romanowicz jest córką Kazimierza Romanowicza i Zofii Romanowiczowej. Pierwsze lata życia Barbary były inspiracją dla powstania debiutanckiej powieści Zofii Romanowiczowej pt. Baśka i Barbara (1956).
W latach 1970–1974 studiowała w École normale supérieure w Sèvres pod Paryżem. W 1975 roku uzyskała tytuł magistra (Master of Science) fizyki stosowanej na Uniwersytecie Harvarda, doktorat z astronomii na Uniwersytecie Pierre'a i Marii Curie (Université Paris 6) w Paryżu i w 1979 roku doktorat (Doctorat d'Etat) z geofizyki na Uniwersytecie Diderota (Université Paris 7).
W latach 1978–1990 pracowała w CNRS w Paryżu na stanowiskach kolejno od asystenta do dyrektora Programu Geoscope (od 1986 roku). W latach 1979–1981 pracowała na stażu podoktorskim w Massachusetts Institute of Technology w Cambridge. Od 1991 roku jest profesorem na Uniwersytecie Kalifornijskim i dyrektorem Berkeley Seismological Laboratory. W latach 2002–2006 była dyrektorem Wydziału Nauk o Ziemi i Planetach tego uniwersytetu.
Zajmuje się sejsmologią: głęboką strukturą Ziemi, tomografią sejsmiczną, profilowaniem sejsmicznym, sejsmiką refleksyjną, penetracją fal przez płaszcz ziemski, jądro Ziemi i granicę między nimi. Ponadto interesuje się propagacją fal w ośrodkach niejednorodnych, procesami trzęsień ziemi, zasadami skalowania parametrów trzęsień, szacowaniem parametrów trzęsień w czasie rzeczywistym. Zajmuje się również rozwojem obserwatoriów sejsmicznych i geofizycznych na lądzie oraz na dnie oceanów.
Jest autorką lub współautorką ponad 180 prac naukowych w recenzowanych czasopismach; pod jej kierunkiem napisano 30 doktoratów. Według Google Scholar ma na październik 2019 roku wskaźnik Hirscha równy 65.

## Członkostwo w organizacjach i funkcje naukowe
Barbara Romanowicz jest często zapraszana i niezwykle aktywna w organizacjach naukowych. W jej dorobku są m.in. funkcje:
- 1981–1990 członkini Rady Naukowej IPG w Paryżu
- 1984–1990 wiceprezydent Seismological Section of CNFGG (IUGG Rep. for France)
- 1984 organizatorka Sympozjum „Broad band and long period seismology in Europe”
- 1984–1985 przewodnicząca EGS Working Group on European Broadband Digital Network (późniejszy ORFEUS)
- 1985–1990 członkini Komitetu Wykonawczego ORFEUS
- 1986 współprowadząca Sympozjum „Array and Global Network Seismology”, EGS/ESC meeting, Kolonia (Niemcy)
- 1986–1989 wiceprezydent FDSN (Federation of Digital Seismic Networks)
- 1987–1990 Wydawca Europejski – Geophysical Research Letters
- 1987–1990 Co-PI (Principal Investigator) for Seismology on Mars, project Mars 94 of CNES
- 1989–1991 członkini Komitetu Wykonawczego FDSN
- 1989–1991 PI Project „OFM/SISMOBS” (broadband seafloor pilot experiment in and near ODP hole 396b)
- 1991–1992 Co-PI Project „OFM/SISMOBS”
- od 1991 Honorary President, Geoscope Program
- 1989–1992 Co-PI, project „OFM/SISMOBS”
- 1991 Geophysics Review Panel, NSF
- 1991–1994 Instruments and Facilities Review Panel, NSF
- od 1991 członkini Komitetu Doradczego Southern California Earthquake Center (przewodnicząca w latach 1991–1994)
- 1991–1993 członkini GSN Standing Committee, IRIS, również oficer łącznikowy Ocean Seismic Network
- 1991–1997 członkini Rady Dyrektorów Seismological Society of America
- 1992 organizatorka „Symposium on Broadband Seismology”, U.C. Berkeley
- 1994–1996 członkini Fellows Committee, AGU
- 1994–1996 członkini komitetu Ocean Seismic Network
- 1994–1997 sekretarz komitetu International Ocean Network
- 1994–1996 President Elect, Seismology Section, American Geophysical Union
- 1996–2000 wydawca Physics of Earth and Planetary Interiors
- 1996–1998 prezydent Seismology Section, American Geophysical Union
- 1996 członkini NSF review panel for CHiPR (National Science Center for High Pressure Research)
- 1997 Co-PI, MOISE experiment (broadband seafloor pilot experiment in Monterey Bay, CA)
- od 1997 członkini rady doradczej CHiPR
- od 1998 prezydent International Ocean Network Committee
- 1997 członkini Site review team for Department of Earth and Space Sciences, UCLA
- 1997 członkini review committee for the Department of Earth and Planetary Sciences, Harvard University
- od 1997 członkini National Research Council Committee on the „Science of Earthquakes”
- 1998–1999 członkini komitetu doradczego SCiGN program
- od 1998 członkini komitetu doradczego TriNet program
- 1998-1999 członkini IRIS Planning Committee
- 1999 członkini Intern. Review Team for Earthq. Res Inst., Tokio
- od 1999 przewodnicząca Global Seismic Network Standing Committee, IRIS
- od 2000 członkini IASPEI Bureau
- od 2000 członkini PBO Steering Committee
- 2000–2001 przewodnicząca California Integrated Seismic Network (CISN) Steering Co.
- od 2001 członkini CISN Steering Co.
- od 2001 członkini Ocean Observatories Steering Committee (DEOS, NSF)
- 2001 współprzewodnicząca Komitetu Sterującego OHP/ION Symposium
- 2002 współprzewodnicząca Komitetu Sterującego Earthscope CSIT Workshop
- od 2002 założycielka i członkini CIDER Steering Committee
- od 2002 PI, Monterey Ocean Bottom Broad Band Project (MOBB)
- 2003 członkini Site review team for the Department of Earth and Atmospheric Sciences, Purdue University
- 2004 członkini Committee of Visitors, NSF/EAR
- 2004 Główny Organizator CIDER Summer Program at the Kavli Institute of Theoretical Physics, Santa Barbara (Kalifornia)
- od 2004 członkini Scientific Advisory Board, Institut de Recherche pour le Développement, Francja
- 2005–2006 członkini Planning Committee, IRIS
- 2006 członkini Organization team, CIDER 2006 Summer Program, Kavli Institute for Theoretical Physics, Santa Barbara
- 2006 członkini ReviewCommittee, Institute of Geophysics, University of Reykjavik, Islandia
- od 2006 członkini Rady Earth Sciences and Resources (BESR), NRC
- od 2006 National Earthquake Prediction Evaluation Council
- od 2006 Visiting Committee Department of Geophysics, University of Alaska w Fairbanks
- od 2006 członkini Visiting Committee Colorado School of Mines, Department of Geophysics
- od 2006 członkini Fellows Committee, American Geophysical Union (przewodnicząca od 2008)
- 2006–2007 wydawca Volume 1, Treatise of Geophysics (Elsevier)
- 2007–2009 członkini advisory committee (COSS) for College de France w Paryżu
- od 2007 członkini conseil d'administration, Institut de Physique du Globe w Paryżu
- od 2007 Reviewing Editor for Science
- 2008 członkini zespołu organizacyjnego, CIDER'08 Summer Program – KAVLI Institute of Theoretical Physics
- 2008 członkini review committee of Helmholtz's foundation Geoforschungs Zentrum w Poczdamie
- od 2008 członkini Scientific Advisory Committee, GEOSCOPE program
- 2008 współprzewodnicząca Long Range Science Plan for seismology writing team (NSF/IRIS)
- 2008–2009 Seismology Coordinator, scientific review of the technical capabilities of the International Monitoring System
- od 2008 członkini Geophysics Panel, NSF
- od 2009 przewodnicząca Komitetu Sterującego CISN.

## Odznaczenia, nagrody i wyróżnienia
- 1992 Srebrny Medal Centre National de la Recherche Scientifique
- 1999 Medal Alfreda Wegenera European Union of Geosciences
- 2001 członkini Amerykańskiej Akademii Sztuk i Nauk
- 2003 Medal Beno Gutenberga za „wybitny wkład w szeroko pojętą sejsmologię teoretyczną oraz rozwój szerokopasmowych sieci stacji sejsmicznych na lądzie i dnie oceanów”[2]
- 2005 członkini National Academy of Sciences
- 2008 Kawaler Legii Honorowej (Francja)
- 2009 Li Ka Shing Foundation, „Women in Science” Fellowship
- 2009 Medal Inge Lehmana
- 2010 Miller Professor na Uniwersytecie Kalifornijskim w Berkeley
- 2011 Medal Harry'ego Reida Seismological Society of America[3]
- 2013 członkini Francuskiej Akademii Nauk
- 2018 członkini zagraniczna Polskiej Akademii Nauk
- 2019 Medal Emila Wiecherta Niemieckiego Towarzystwa Geofizycznego(inne języki)[4]
- 2019 Medal Marcusa Millinga przyznany przez American Geosciences Institute[5]
- 2019 Medal Williama Bowie(inne języki) przyznany przez Amerykańską Unię Geofizyczną[6]
- 2020 Medal Wollastona przyznawany przez Londyńskie Towarzystwo Geologiczne[7]

## Życie prywatne
Barbara Romanowicz jest żoną Marka Jonikasa (od 1979 roku), syna Mieczysława Jonikasa, i matką dwojga dzieci: Marcina i Magdaleny.